# NGC 478
NGC 478 (również PGC 4803) – galaktyka spiralna (S?), znajdująca się w gwiazdozbiorze Wieloryba. Odkrył ją Francis Leavenworth w 1886 roku.